# Aposthie

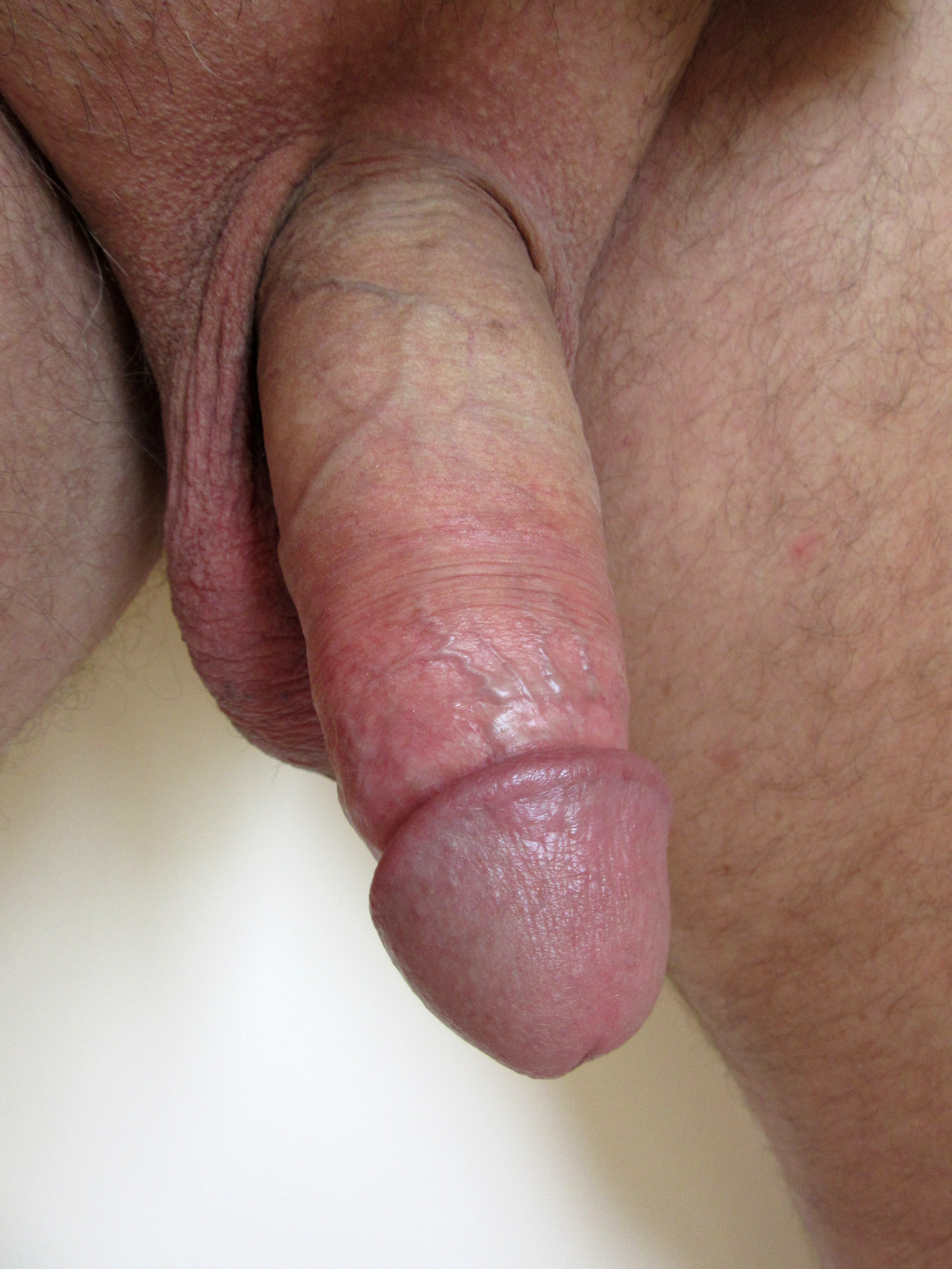
Penis mit Aposthia, unbeschnitten aber mit sehr kurzer Vorhaut

Aposthie (von altgriechisch Posthe ‚Vorhaut‘) ist eine seltene und bislang kaum erforschte angeborene Anomalie beim Menschen, bei der bei männlichen Neugeborenen mit normaler Entwicklung der Harnröhre (Urethra) und Harnröhren-Mündung (Meatus urethrae externus) entweder die Vorhaut des Penis vollständig fehlt (complete preputial agenesis), oder nur eine sehr kurze Vorhaut (disproportionate preputial growth) vorhanden ist, welche die Eichel (Glans penis) nicht bedeckt. Diese männlichen Neugeborenen haben dazu oft auch ein kurzes nicht stark ausgebildetes Vorhautbändchen (Frenulum praeputii penis), ansonsten jedoch keine funktionellen Probleme.
Bereits im Jahre 1777 beschrieb August Gottlieb Richter dieses Phänomen im 4. Band seiner Chirurgischen Bibliothek.
In Pakistan wurden 6 Familien aus dem Dera Ghazi Khan (Distrikt) untersucht, bei denen diese Anomalie verstärkt auftrat, ebenso im Iran in der Qazvin (Provinz). Bei den Familien handelt es sich um Verwandtenheirat zwischen Cousinen ersten Grades und deren Nachkommen, die wiederum untereinander heirateten. Somit geht man von genetischen Veränderungen durch Genmutation aus, die über das Y-Chromosom vererbt werden. Ein Mann mit Aposthie zeugt wiederum männliche Nachkommen die Aposthia haben. In Indien gibt es ebenso das Phänomen der sehr kurzen Vorhaut, das kaum bzw. gar nicht die Eichel bedeckt, die betroffenen Männer ließen sich im Erwachsenenalter operativ eine Vorhaut herstellen.

## Häufigkeit
Bei einer ärztlichen Untersuchung in Deutschland von 3000 jungen Männern, meist im Alter zwischen 18 und 22 Jahren, wurde im Jahre 1966 unter anderem das Verhältnis der Vorhaut zur Eichel geprüft. Bei 4,25 % von ihnen war die Vorhaut schon bei der Geburt nicht vorhanden.

## Religiöse Aspekte
in verschiedenen Glaubensgemeinschaften wie beispielsweise dem Judentum und dem Islam, in denen die rituelle Beschneidung männlicher Gläubiger vorgeschrieben ist, gibt es theologische Erörterungen, ob gegebenenfalls bei Vorliegen einer Aposthie in Form des vollständigen Fehlens der männlichen Vorhaut, diese Tatsache als eine natürliche Zirkumzision (natural circumcision) anzusehen ist und daher eine rituelle Beschneidung, weil nicht ausführbar, durch einen anderen gleichwertigen Ritus ersetzt werden kann.